# Фарре, Мигель
Миге́ль Фарре́ Мальофре́ (исп. Miguel Farré Mallofré; кат. Miquel Farré i Mallofré; 23 февраля 1936 — 29 мая 2021) — испанский шахматист, международный мастер (1959), пианист и музыкальный педагог.

## Шахматная карьера
Вице-чемпион Испании 1957 года. Дважды становился вице-чемпионом Каталонии (1955 и 1957).
Участник 2-х чемпионатов мира среди юниоров: 1953 (10-е место) и 1955 (3-е место).
В составе национальной сборной участник следующих соревнований:
- 2 олимпиады (1958—1960).
- 2-й командный чемпионат Европы (1961) в г. Оберхаузене (предварительный этап).
- 2 Кубка Клары Бенедикт (1958, 1960). В 1958 году команда Испании заняла 2-е место.

Лучшие результаты в других международных соревнованиях: Мадрид (1957) — 5—6-е, Торремолинос (1961) — 4—7-е места.

## Спортивные результаты
| Год  | Город   | Турнир         | + | − | = | Результат | Место |
| ---- | ------- | -------------- | - | - | - | --------- | ----- |
| 1958 | Мюнхен  | 13-я Олимпиада | 7 | 2 | 6 | 10 из 15  |       |
| 1960 | Лейпциг | 14-я Олимпиада | 6 | 4 | 5 | 8½ из 15  |       |